# H-6 (1991)
H-6 – polski holownik portowo-redowy projektu H-960, zbudowany w Stoczni Remontowej Nauta w Gdyni. Jego bliźniaczą jednostką jest holownik H-8.

## Konstrukcja
Za forpikiem znajdują się trzy pomieszczenia załogi, dwa dwuosobowe oraz jeden przeznaczony dla dwunastu marynarzy oraz pomieszczenie gospodarcze. W przedziale siłowni znajduje się silnik główny oraz trzy zespoły prądotwórcze. Przedostatni przedział kadłuba to magazyn, a ostatni to skrajnik rufowy z maszyną sterową. W nadbudówce mieści się magazyn dziobowy, pomieszczenie dowódcy holownika, jadalnia, kuchnia, magazyn prowiantowy oraz blok sanitarny, służący jednocześnie jako śluza wejściowa podczas działań na skażonym akwenie. Burty kadłuba i dziób osłonięte są odbojnicami i pokryte gumową wykładziną chroniącą przed uszkodzeniem kadłubów dopychanych jednostek.

## Opis
Holownik H-6 to uniwersalny holownik portowo-redowy, przystosowany do prac ratowniczych. Wyposażony jest w działko wodne oraz pneumatyczną łódź. Ponadto w razie potrzeby może pełnić rolę portowego oraz redowego lodołamacza. Jednostka ta przystosowana jest do udziału w akcjach ratowniczych obejmujących awaryjne holowanie jednostki na morzu, gaszenie pożarów oraz osuszanie zatopionych przedziałów. Posiada możliwość przewożenia na krótkich trasach 50 osób na otwartych pokładach.

## Służba
Holownik wodowano 10 maja 1991 roku.
Holownik wprowadzono do służby 29 września 1992 roku. Początkowo służył w 43. Dywizjonie Pomocniczych Jednostek Pływających Komendy Portu Wojennego Hel w składzie 9 Flotylli Obrony Wybrzeża. W związku ze zmianami organizacji Marynarki, 15 lipca 2005 został przebazowany do Komendy Portu Wojennego Świnoujście.
Służył w składzie 8 Flotylli Obrony Wybrzeża w 12 Dywizjonie Trałowców.